# Фонд серболужицького народу

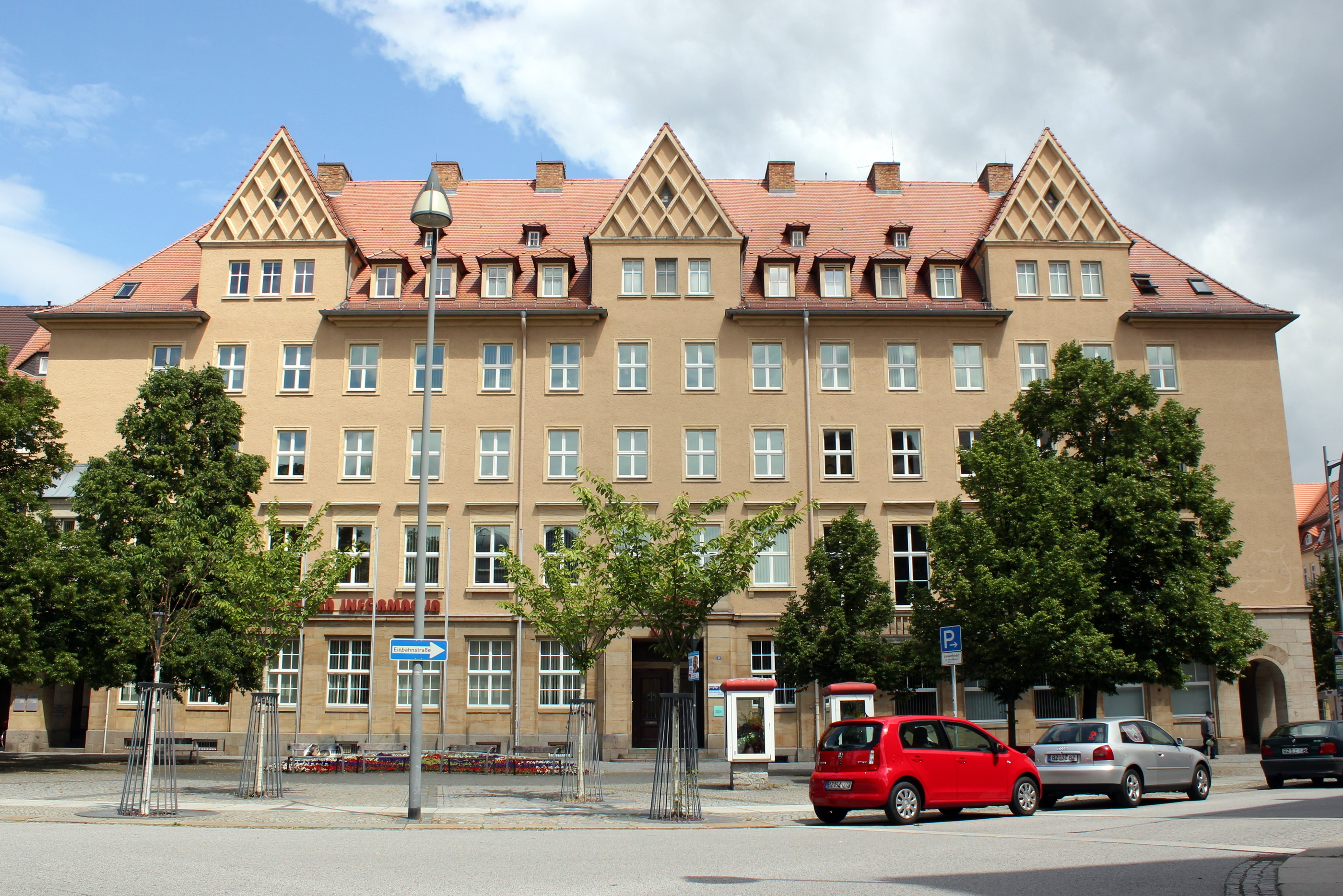
Сербський дом, у якому розташовується адміністрація Фонду серболужицького народу, м. Бауцен

Фонд серболужицького народу (н.-луж. Załožba za serbski lud, в.-луж. Załožba za serbski lud) — благодійний і культурний фонд, що діє в Лужиці. Метою фонду є збереження, сприяння в поширенні лужицьких мов, культури і традицій лужицької народу. Адміністрація фонду знаходиться в Сербському будинку в Будишині. У Котбусі знаходиться філія фонду. У містах Кроствіц, Гоєрсверда і Шлайфе знаходяться регіональні відділення фонду.
Був заснований 1991 року і в 1998 році отримав юридичну самостійність. Піклувальна рада фонду складається з 16 членів, серед яких представники лужицького народу не складають більшість. Консультативна рада фонду під управлінням лужицького голови складається з представників німецького бундестагу і ландтагів Саксонії і Бранденбурга. Фонд фінансується Федеральним урядом Німеччини. На 2013 рік сума фінансування склала 8,7 мільйона євро.
Щорічно 16 жовтня в день смерті лужицького письменника Якуба Цішинського Фонд сербського народу нагороджує премією імені Якуба Цішинського за значний внесок у збереження і розвиток лужицької культури, науки, мистецтва і лужицьких мов. Нагородження відбувається в цистерціанському монастирі Зірка Марії (Marienstern), який знаходиться в місті Панчици-Куків.